# Shade: Wrath of Angels
Shade: Wrath of Angels (tạm dịch: Shade: Thánh thần thịnh nộ) là trò chơi máy tính thuộc thể loại hành động phiêu lưu do hãng Black Element Software phát triển và Cenega phát hành cho Microsoft Windows và Xbox vào năm 2004.

## Cốt truyện
Shade: Wrath of Angels có lối chơi tương tự trò Tomb Raider nổi tiếng, nhưng không truy tìm báu vật như Lara Croft mà nhân vật chính bắt đầu cuộc phiêu lưu từ việc tìm kiếm người bạn bị thất lạc trong khi đang khảo cổ. Sau khi nhận được lá thư cầu cứu của người bạn, nhân vật chính lên đường đến điểm hẹn là một thị trấn nhỏ bị bỏ hoang tại Đông Âu, nhưng tại đây anh không tìm thấy người mình cần mà lại gặp những chuyện vô cùng quái gở. Càng dấn sâu vào cuộc tìm kiếm anh càng xa rời thực tại, lưu lạc đến những thế giới xa lạ và tại những nơi này anh mới thật sự biết mình phải làm gì để có thể cứu được người bạn. Sứ mệnh của người chơi là phải giải thoát cho 4 vị thần bị quản thúc ở 4 thế giới khác nhau bằng cách tìm và thu thập đủ 4 trái tim của họ. Lúc đó, với sức mạnh tổng hợp của 4 vị thần, anh mới có thể hồi sinh được người bạn tội nghiệp.

## Cách chơi
Tuy chỉ khoảng 30 màn với độ dài tương đối ngắn và thế giới trong trò chơi không ngừng xoay chuyển từ hiện tại đến thời Trung Cổ, rồi chuyển ngược về thời của xác ướp Ai Cập và cả thế giới của ma quỷ. Muốn vượt qua các đối thủ khó chịu trên suốt chặng đường phiêu lãng, người chơi phải dựa vào những trang bị vũ khí tối thiểu như cung tên, súng ngắn với số lượng đạn ít ỏi chỉ đủ dùng trong những trường hợp khẩn cấp. Vũ khí mà người chơi sử dụng nhiều nhất trong game chính là thanh kiếm ánh sáng do vị thần đầu tiên mà bạn gặp ban tặng. Để hỗ trợ cho sứ mệnh của người chơi hoàn thành tốt đẹp, vị thần này còn cho con quỷ thân cận của mình đi theo trợ giúp. Trong trường hợp quá khó khăn, người chơi có thể triệu hồi con quỷ để sử dụng quyền năng của nó nhưng số lần sử dụng có phần hạn chế.

## Hình âm
Cảnh vật trong trò chơi đa phần là vào ban đêm hoặc những nơi tối tăm nên các hiệu ứng sử dụng chủ yếu là ánh sáng. Hình ảnh trong trò chơi thuộc loại trung bình khá, đôi khi xuất hiện một vài lỗi nhỏ, nhưng âm thanh lại khá hay và phù hợp với các tình huống trong game. Khuyết điểm lớn nhất của trò chơi là những đoạn giao chiến chưa được hấp dẫn lắm, nhất là khi sử dụng các loại vũ khí cầm tay vì việc điều khiển khá khó khăn, bất kể là điều chỉnh camera ở góc độ người thứ nhất hay thứ ba, nếu người chơi không biết cách khóa mục tiêu. Độ khó của trò chơi ở mức trung bình và tăng dần theo diễn tiến của trò chơi. Trò chơi chỉ dành cho chơi đơn, không hỗ trợ chơi qua mạng. Khi chơi người chơi chỉ điều khiển duy nhất nhân vật chính vì hầu như không có nhân vật nào để trao đổi, ngoại trừ những vị thần chỉ xuất hiện một vài lần để giao nhiệm vụ cho người chơi.